# Essenbach
Essenbach è un comune tedesco di 11 027 abitanti, situato nel land della Baviera.